# Cantó d'Aurenja Est
El cantó d'Aurenja Est (en francès canton d'Orange-Est) és una antiga divisió administrativa francesa del departament de la Valclusa, situat al districte d'Avinyó. Té sis municipis i part del d'Aurenja. Va desaparèixer el 2015.

## Municipis
- Camaret d'Egues
- Jonquieras
- Aurenja (part est)
- Serinhan dau Comtat
- Travalhan
- Uchau
- Viaulés

| Data d'elecció                           | Identitat            | Partit        | Qualitat |
| ---------------------------------------- | -------------------- | ------------- | -------- |
| 1967-2004                                | Jacques Bérard       | RPR           |          |
| 2004-2015                                | Marie-Claude Bompard | FN, MPF i LdS |          |
| les dades anteriors no són pas conegudes |                      |               |          |
|                                          |                      |               |          |